# Pracz
Pracz [pronunciación en polaco: /prat͡ʂ/] (en alemán: Wiesenau) es un asentamiento ubicado en el distrito administrativo de Gmina Wyrzysk, dentro del Distrito de Piła, Voivodato de Gran Polonia, en el oeste de Polonia central. Se encuentra aproximadamente a 4 kilómetros al sureste de Wyrzysk, a 39 kilómetros al este de Piłun, y a 86 kilómetros al norte de la capital regional Poznań.